# Division IA du Championnat du monde junior de hockey sur glace 2016
Le tournoi de la Division IA du Championnat du monde junior de hockey sur glace 2016 a lieu à la Albert Schultz Eishalle de Vienne (Autriche) du 13 au 19 décembre 2015.

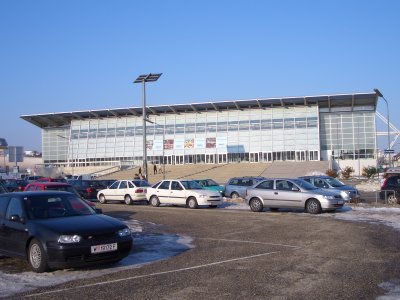
Albert Schultz Eishalle

| \| Localisation de Vienne, capitale de l'Autriche. \| Localisation de Vienne, capitale de l'Autriche. |
| Localisation de Vienne, capitale de l'Autriche.                                                       |

## Format de la compétition

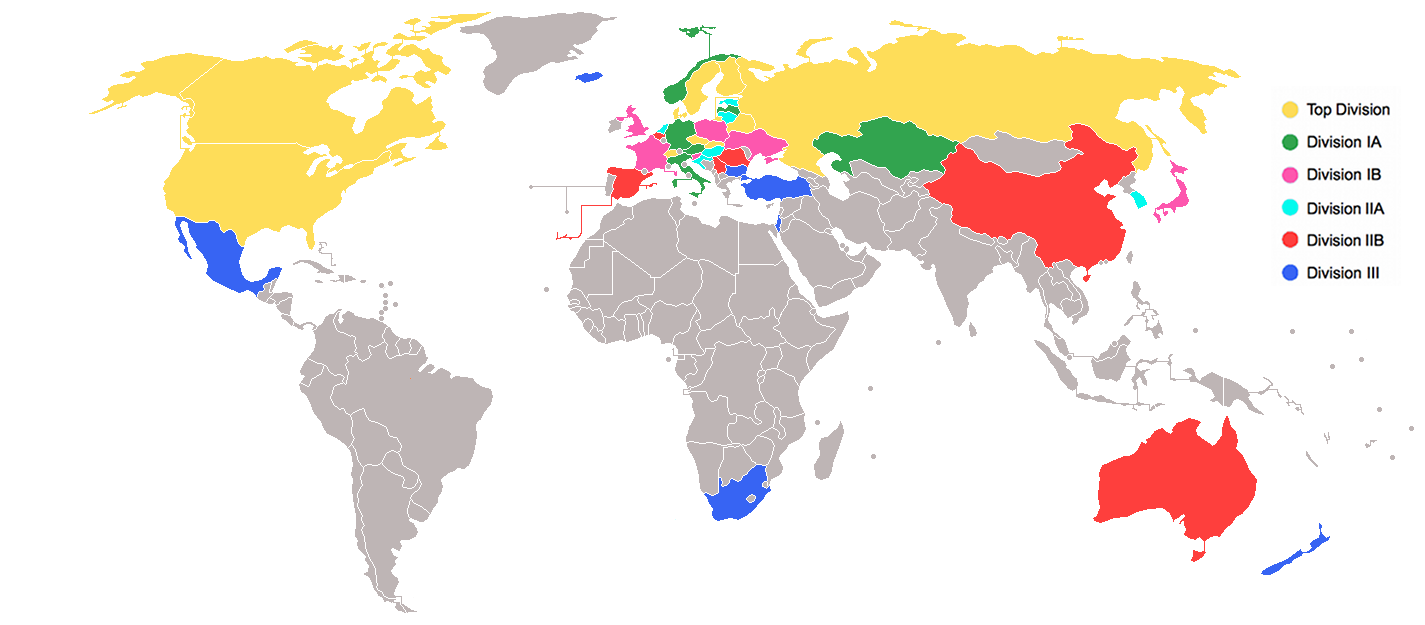
Pays participant au Championnat du monde junior de hockey sur glace 2016.

Le Championnat du monde junior de hockey sur glace est un ensemble de plusieurs tournois regroupant les nations en fonction de leur niveau. Les meilleures équipes disputent le titre dans la Division Élite.
Les 10 équipes de la Division Élite sont scindées en deux poules de 5 où elles disputent un tour préliminaire. Les 4 meilleures sont qualifiées pour les quarts de finale. Les derniers de chaque poule s'affrontent dans un tour de relégation, au meilleur des 3 matches. Le perdant est relégué en Division I A.
Pour les autres divisions qui comptent 6 équipes (sauf la Division III qui en compte 7), les équipes s’affrontent entre elles et, à l'issue de cette compétition, le premier est promu dans la division supérieure et le dernier est relégué dans la division inférieure.
Lors des phases de poule, les points sont attribués ainsi :
- victoire : 3 points ;
- victoire en prolongation ou aux tirs de fusillade : 2 points ;
- défaite en prolongation ou aux tirs de fusillade : 1 point ;
- défaite : 0 point.

## Résultats
| 13 décembre 2015 | Kazakhstan | 2-3 (0-0, 1-2, 1-1) | Allemagne | Albert Schultz Eishalle, Vienne 350 spectateurs |

| Feuille de match | Feuille de match                                                            | Feuille de match    | Feuille de match | Feuille de match                                                              |
| ---------------- | --------------------------------------------------------------------------- | ------------------- | --- | ----------------------------------------------------------------------------- |
|                  | Asetov (Panioukov, Grents) — 23 min 20 s - Presnov (Volkov) — 48 min 12 s - | 1-0 1-1 1-2 2-2 2-3 | - Wissmann (Loibl, A. Eder) — 24 min 24 s (SN) A. Eder (Loibl, Mayenschein) — 28 min 36 s - Wissmann (Loibl, A. Eder) — 58 min 5 s | Arbitrage : Liam Sewell Juges de lignes : Michael Johnstone Gasper Jaka Zganc |
| Anton Brouiev    | Gardiens                                                                    | Daniel Fiessinger   | | Arbitrage : Liam Sewell Juges de lignes : Michael Johnstone Gasper Jaka Zganc |
| 4 min            | Pénalités                                                                   | 12 min              | | Arbitrage : Liam Sewell Juges de lignes : Michael Johnstone Gasper Jaka Zganc |
| 29               | Tirs                                                                        | 21                  | | Arbitrage : Liam Sewell Juges de lignes : Michael Johnstone Gasper Jaka Zganc |

| 13 décembre 2015 | Italie | 1-10 (1-3, 0-2, 0-5) | Norvège | Albert Schultz Eishalle, Vienne 325 spectateurs |

| Feuille de match    | Feuille de match                     | Feuille de match                             | Feuille de match | Feuille de match                                                                 |
| ------------------- | ------------------------------------ | -------------------------------------------- | --- | -------------------------------------------------------------------------------- |
|                     | Mantinger (Marzolini) — 2 min 36 s - | 1-0 1-1 1-2 1-3 1-4 1-5 1-6 1-7 1-8 1-9 1-10 | - Ekaas (Jørgensen, Østby) — 11 min 3 s Gulliksen (Grønstad, Bull) — 12 min 32 s Olsen (Nipe) — 19 min 6 s Nystuen — 23 min 41 s Rønnild (Berg) — 29 min 3 s Jørgensen (Bull, Nipe) — 41 min 48 s Knold (Gulliksen) — 43 min 38 s Johannesen (Østby, Gulliksen) — 52 min 17 s Hoff (Nystuen, Gran) — 54 min 56 s Hoff (Kåsastul, Sæteraas) — 55 min 50 s (JS) | Arbitrage : Pawel Meszynski Juges de lignes : Slawomir Szachniewicz Roman Vyleta |
| Simone Armand Pilon | Gardiens                             | Jonas Arntzen                                | | Arbitrage : Pawel Meszynski Juges de lignes : Slawomir Szachniewicz Roman Vyleta |
| 12 min              | Pénalités                            | 14 min                                       | | Arbitrage : Pawel Meszynski Juges de lignes : Slawomir Szachniewicz Roman Vyleta |
| 17                  | Tirs                                 | 60                                           | | Arbitrage : Pawel Meszynski Juges de lignes : Slawomir Szachniewicz Roman Vyleta |

| 13 décembre 2015 | Autriche | 2-6 (0-3, 1-3, 1-0) | Lettonie | Albert Schultz Eishalle, Vienne 1 048 spectateurs |

| Feuille de match | Feuille de match                                                                            | Feuille de match                | Feuille de match | Feuille de match                                                           |
| ---------------- | ------------------------------------------------------------------------------------------- | ------------------------------- | --- | -------------------------------------------------------------------------- |
|                  | - Baltram (Zwerger, Kittinger) — 24 min 14 s - Antonitsch (Hagen, Nussbaumer) — 53 min 15 s | 0-1 0-2 0-3 0-4 1-4 1-5 1-6 2-6 | Balcers (Zīle, Čukste) — 56 s Šišļaņņikovs (Razgals) — 9 min 43 s Zīle (Puide, Buncis) — 16 min 49 s (SN) Galoha (Šišļaņņikovs, Balcers) — 22 min 43 s - Sprukts (Razgals, Minajevs) — 32 min 3 s (IN) Buncis (Čukste) — 38 min 32 s - | Arbitrage : Robert Mullner Juges de lignes : Ally Flockhart Vasili Kaliada |
| Stefan Muller    | Gardiens                                                                                    | Matīss Kivlenieks               | | Arbitrage : Robert Mullner Juges de lignes : Ally Flockhart Vasili Kaliada |
| 8 min            | Pénalités                                                                                   | 12 min                          | | Arbitrage : Robert Mullner Juges de lignes : Ally Flockhart Vasili Kaliada |
| 37               | Tirs                                                                                        | 24                              | | Arbitrage : Robert Mullner Juges de lignes : Ally Flockhart Vasili Kaliada |

| 14 décembre 2015 | Allemagne | 2-1 (1-0, 1-1, 0-0) | Italie | Albert Schultz Eishalle, Vienne 352 spectateurs |

| Feuille de match    | Feuille de match                                                            | Feuille de match   | Feuille de match                       | Feuille de match                                                      |
| ------------------- | --------------------------------------------------------------------------- | ------------------ | -------------------------------------- | --------------------------------------------------------------------- |
|                     | A. Eder (Mayenschein) — 7 min 14 s Mayenschein (Loibl, Rogl) — 25 min 9 s - | 1-0 2-0 2-1        | - Conci (Zanatta, Cordin) — 32 min 7 s | Arbitrage : Andrew Wilk Juges de lignes : Vasili Kaliada Roman Vyleta |
| Maximilian Franzreb | Gardiens                                                                    | Hannes Treibenreif |                                        | Arbitrage : Andrew Wilk Juges de lignes : Vasili Kaliada Roman Vyleta |
| 6 min               | Pénalités                                                                   | 8 min              |                                        | Arbitrage : Andrew Wilk Juges de lignes : Vasili Kaliada Roman Vyleta |
| 49                  | Tirs                                                                        | 12                 |                                        | Arbitrage : Andrew Wilk Juges de lignes : Vasili Kaliada Roman Vyleta |

| 14 décembre 2015 | Lettonie | 5-3 (0-2, 1-0, 4-1) | Kazakhstan | Albert Schultz Eishalle, Vienne 253 spectateurs |

| Feuille de match  | Feuille de match | Feuille de match                | Feuille de match                                                                          | Feuille de match                                                                      |
| ----------------- | --- | ------------------------------- | ----------------------------------------------------------------------------------------- | ------------------------------------------------------------------------------------- |
|                   | - Ponomarenko (Ābols, Dzierkals) — 39 min 47 s (SN) Dzierkals (E. Jansons) — 42 min 28 s Razgals (Zīle, Čukste) — 46 min 19 s Lazarevs (Galoha) — 55 min 59 s - Razgals (Sprukts) — 58 min 18 s | 0-1 0-2 1-2 2-2 3-2 4-2 4-3 5-3 | Presnov (Volkov) — 5 min 22 s Grents (Panioukov) — 9 min 3 s (SN) - Asetov — 57 min 8 s - | Arbitrage : Pawel Meszynski Juges de lignes : Michael Johnstone Slawomir Szachniewicz |
| Matīss Kivlenieks | Gardiens | Anton Brouiev                   |                                                                                           | Arbitrage : Pawel Meszynski Juges de lignes : Michael Johnstone Slawomir Szachniewicz |
| 37 min            | Pénalités | 10 min                          |                                                                                           | Arbitrage : Pawel Meszynski Juges de lignes : Michael Johnstone Slawomir Szachniewicz |
| 30                | Tirs | 29                              |                                                                                           | Arbitrage : Pawel Meszynski Juges de lignes : Michael Johnstone Slawomir Szachniewicz |

| 14 décembre 2015 | Norvège | 3-4 (3-2, 0-0, 0-2) | Autriche | Albert Schultz Eishalle, Vienne 914 spectateurs |

| Feuille de match | Feuille de match | Feuille de match            | Feuille de match | Feuille de match                                                             |
| ---------------- | --- | --------------------------- | --- | ---------------------------------------------------------------------------- |
|                  | Rønnild (Olsen) — 1 min 55 s - Jørgensen (Ekaas, Fladeby) — 13 min 58 s Hoff (Johannesen, Østby) — 15 min 30 s (SN) - | 1-0 1-1 1-2 2-2 3-2 3-3 3-4 | - Haudum (Wachter, Wolf) — 2 min 39 s Lahoda (Jakubitzka) — 4 min 46 s - Zwerger (M. Huber, Winkler) — 47 min 32 s Baltram (Zwerger) — 54 min 47 s (SN) | Arbitrage : Liam Sewell Juges de lignes : Satoro Yamaguchi Gasper Jaka Zganc |
| Jonas Arntzen    | Gardiens | Thomas Stroj                | | Arbitrage : Liam Sewell Juges de lignes : Satoro Yamaguchi Gasper Jaka Zganc |
| 8 min            | Pénalités | 12 min                      | | Arbitrage : Liam Sewell Juges de lignes : Satoro Yamaguchi Gasper Jaka Zganc |
| 32               | Tirs | 25                          | | Arbitrage : Liam Sewell Juges de lignes : Satoro Yamaguchi Gasper Jaka Zganc |

| 16 décembre 2015 | Norvège | 1-2 (TB) (1-0, 0-1, 0-0, 0-0, 0-1) | Lettonie | Albert Schultz Eishalle, Vienne 558 spectateurs |

| Feuille de match   | Feuille de match                              | Feuille de match  | Feuille de match                                           | Feuille de match                                                           |
| ------------------ | --------------------------------------------- | ----------------- | ---------------------------------------------------------- | -------------------------------------------------------------------------- |
|                    | Knold (Nystuen, Rønnild) — 17 min 23 s (SN) - | 1-0 1-1 1-2       | - Buncis (Puide, Cukste) — 31 min 44 s Ābols — 65 min (TB) | Arbitrage : Andrew Wilk Juges de lignes : Michael Johnstone Vasili Kaliada |
| Fredrik Grønstrand | Gardiens                                      | Matīss Kivlenieks |                                                            | Arbitrage : Andrew Wilk Juges de lignes : Michael Johnstone Vasili Kaliada |
| 8 min              | Pénalités                                     | 8 min             |                                                            | Arbitrage : Andrew Wilk Juges de lignes : Michael Johnstone Vasili Kaliada |
| 31                 | Tirs                                          | 36                |                                                            | Arbitrage : Andrew Wilk Juges de lignes : Michael Johnstone Vasili Kaliada |

| 16 décembre 2015 | Kazakhstan | 7-0 (1-0, 5-0, 1-0) | Italie | Albert Schultz Eishalle, Vienne 346 spectateurs |

| Feuille de match | Feuille de match | Feuille de match            | Feuille de match | Feuille de match                                                             |
| ---------------- | --- | --------------------------- | ---------------- | ---------------------------------------------------------------------------- |
|                  | Asetov (Grents, Panioukov) — 9 min 31 s (SN) Lobanov (Grents) — 26 min 47 s (2 SN) Sentiouchkine (Volkov) — 28 min 57 s (SN) Asetov (Grents) — 34 min 13 s (SN) Tolepbergen (Volkov) — 35 min 45 s (SN) Neznamov (Panioukov) — 39 min 38 s (IN) Borovikov (Shtefan, Volkov) — 45 min | 1-0 2-0 3-0 4-0 5-0 6-0 7-0 | -                | Arbitrage : Robert Mullner Juges de lignes : Ally Flockhart Sotaro Yamagushi |
| Anton Brouiev    | Gardiens | Hannes Treibenreif          |                  | Arbitrage : Robert Mullner Juges de lignes : Ally Flockhart Sotaro Yamagushi |
| 6 min            | Pénalités | 39 min                      |                  | Arbitrage : Robert Mullner Juges de lignes : Ally Flockhart Sotaro Yamagushi |
| 46               | Tirs | 11                          |                  | Arbitrage : Robert Mullner Juges de lignes : Ally Flockhart Sotaro Yamagushi |

| 16 décembre 2015 | Allemagne | 1-3 (0-1, 1-0, 0-2) | Autriche | Albert Schultz Eishalle, Vienne 2 246 spectateurs |

| Feuille de match  | Feuille de match                              | Feuille de match | Feuille de match | Feuille de match                                                                 |
| ----------------- | --------------------------------------------- | ---------------- | --- | -------------------------------------------------------------------------------- |
|                   | - Loibl (Mayenschein, Schutz) — 28 min 18 s - | 0-1 1-1 1-2 1-3  | Zwerger (M. Huber, Baltram) — 16 min 28 s - Baltram (M. Huber) — 40 min 37 s (IN) Zwerger (Baltram) — 59 min 51 s (CV) | Arbitrage : Pawel Meszynski Juges de lignes : Slawomir Szachniewicz Roman Vyleta |
| Daniel Fiessinger | Gardiens                                      | Thomas Stroj     | | Arbitrage : Pawel Meszynski Juges de lignes : Slawomir Szachniewicz Roman Vyleta |
| 2 min             | Pénalités                                     | 4 min            | | Arbitrage : Pawel Meszynski Juges de lignes : Slawomir Szachniewicz Roman Vyleta |
| 33                | Tirs                                          | 22               | | Arbitrage : Pawel Meszynski Juges de lignes : Slawomir Szachniewicz Roman Vyleta |

| 17 décembre 2015 | Norvège | 3-4 (TB) (2-0, 1-2, 0-1, 0-0, 0-1) | Kazakhstan | Albert Schultz Eishalle, Vienne 168 spectateurs |

| Feuille de match   | Feuille de match | Feuille de match            | Feuille de match                                                                                                   | Feuille de match                                                         |
| ------------------ | --- | --------------------------- | --- | ------------------------------------------------------------------------ |
|                    | Nipe (Grønstad) — 5 min 37 s Henriksen (Fladeby, Grønstad) — 16 min 5 s - Jørgensen (Sæteraas, Gulliksen) — 29 min 42 s - | 1-0 2-0 2-1 3-1 3-2 3-3 3-4 | - Asetov — 29 min 24 s - Asetov — 32 min 59 s Tolepbergen (Bykov, Lobanov) — 59 min 40 s (JS) Volkov — 65 min (TB) | Arbitrage : Liam Sewell Juges de lignes : Michael Johnstone Roman Vyleta |
| Fredrik Grønstrand | Gardiens | Anton Brouiev               | | Arbitrage : Liam Sewell Juges de lignes : Michael Johnstone Roman Vyleta |
| 2 min              | Pénalités | 2 min                       | | Arbitrage : Liam Sewell Juges de lignes : Michael Johnstone Roman Vyleta |
| 33                 | Tirs | 27                          | | Arbitrage : Liam Sewell Juges de lignes : Michael Johnstone Roman Vyleta |

| 17 décembre 2015 | Lettonie | 4-1 (2-0, 1-1, 1-0) | Allemagne | Albert Schultz Eishalle, Vienne 307 spectateurs |

| Feuille de match  | Feuille de match | Feuille de match    | Feuille de match                              | Feuille de match                                                              |
| ----------------- | --- | ------------------- | --------------------------------------------- | ----------------------------------------------------------------------------- |
|                   | Ābols (Egle, Rubīns) — 3 min 15 s Ābols (Dzierkals, Egle) — 19 min 24 s (SN) - Bušs (Minajevs) — 38 min 46 s Lazarevs (Balinskis) — 58 min 57 s (CV) | 1-0 2-0 2-1 3-1 4-1 | - T. Eder (Napravnik, Schutz) — 29 min 20 s - | Arbitrage : Robert Mullner Juges de lignes : Vasili Kaliada Gasper Jaka Zganc |
| Matīss Kivlenieks | Gardiens | Maximilian Franzreb |                                               | Arbitrage : Robert Mullner Juges de lignes : Vasili Kaliada Gasper Jaka Zganc |
| 2 min             | Pénalités | 6 min               |                                               | Arbitrage : Robert Mullner Juges de lignes : Vasili Kaliada Gasper Jaka Zganc |
| 22                | Tirs | 22                  |                                               | Arbitrage : Robert Mullner Juges de lignes : Vasili Kaliada Gasper Jaka Zganc |

| 17 décembre 2015 | Italie | 3-7 (0-1, 0-4, 3-2) | Autriche | Albert Schultz Eishalle, Vienne 865 spectateurs |

| Feuille de match   | Feuille de match                                                                                            | Feuille de match                        | Feuille de match | Feuille de match                                                          |
| ------------------ | --- | --------------------------------------- | --- | ------------------------------------------------------------------------- |
|                    | - Conci (Moroder, Zanatta) — 45 min 39 s Thum (Basso) — 50 min 1 s - Conci (Moroder, Zanatta) — 59 min 29 s | 0-1 0-2 0-3 0-4 0-5 0-6 1-6 2-6 2-7 3-7 | Wachter (Winkler, Haudum) — 5 min 15 s Lahoda (Maxa) — 22 min 24 s Gaffal (Kittinger, Kragl) — 24 min 23 s (2 SN) Jakubitzka (Baltram, Zwerger) — 25 min 34 s Lahoda (Antonitsch, Maxa) — 28 min 23 s Antonitsch (Maxa, Lahoda) — 42 min 49 s - Antonitsch — 53 min 13 s - | Arbitrage : Andrew Wilk Juges de lignes : Ally Flockhart Sotaro Yamaguchi |
| Hannes Treibenreif | Gardiens | Stefan Muller                           | | Arbitrage : Andrew Wilk Juges de lignes : Ally Flockhart Sotaro Yamaguchi |
| 18 min             | Pénalités                                                                                                   | 22 min                                  | | Arbitrage : Andrew Wilk Juges de lignes : Ally Flockhart Sotaro Yamaguchi |
| 13                 | Tirs | 30                                      | | Arbitrage : Andrew Wilk Juges de lignes : Ally Flockhart Sotaro Yamaguchi |

| 19 décembre 2015 | Lettonie | 3-0 (1-0, 0-0, 2-0) | Italie | Albert Schultz Eishalle, Vienne 170 spectateurs |

| Feuille de match | Feuille de match                                                                                        | Feuille de match   | Feuille de match | Feuille de match                                                              |
| ---------------- | --- | ------------------ | ---------------- | ----------------------------------------------------------------------------- |
|                  | Egle (G. Jansons) — 3 min 24 s Galoha (Razgals) — 52 min 54 s Ābols (Dzierkals) — 59 min 21 s (IN + CV) | 1-0 2-0 3-0        | -                | Arbitrage : Pawel Meszynski Juges de lignes : Ally Flockhart Sotaro Yamaguchi |
| Gustavs Grigals  | Gardiens                                                                                                | Hannes Treibenreif |                  | Arbitrage : Pawel Meszynski Juges de lignes : Ally Flockhart Sotaro Yamaguchi |
| 4 min            | Pénalités                                                                                               | 10 min             |                  | Arbitrage : Pawel Meszynski Juges de lignes : Ally Flockhart Sotaro Yamaguchi |
| 51               | Tirs | 6                  |                  | Arbitrage : Pawel Meszynski Juges de lignes : Ally Flockhart Sotaro Yamaguchi |

| 19 décembre 2015 | Allemagne | 3-4 (TB) (0-0, 3-0, 0-3, 0-0, 0-1) | Norvège | Albert Schultz Eishalle, Vienne 810 spectateurs |

| Feuille de match  | Feuille de match                                                                                          | Feuille de match            | Feuille de match | Feuille de match                                                                  |
| ----------------- | --- | --------------------------- | --- | --------------------------------------------------------------------------------- |
|                   | Korner — 27 min 21 s Edfelder (Wiederer, Haase) — 33 min 26 s Napravnik (Korner, T. Eder) — 39 min 36 s - | 1-0 2-0 3-0 3-1 3-2 3-3 3-4 | - Knold (Gulliksen, Jørgensen) — 45 min 1 s Knold (Gulliksen, Sæteraas) — 49 min 51 s Olsen — 59 min 58 s (JS) Knold — 65 min (TB) | Arbitrage : Andrew Wilk Juges de lignes : Michael Johnstone Slawomir Szachniewicz |
| Daniel Fiessinger | Gardiens                                                                                                  | Fredrik Grønstrand          | | Arbitrage : Andrew Wilk Juges de lignes : Michael Johnstone Slawomir Szachniewicz |
| 8 min             | Pénalités                                                                                                 | 12 min                      | | Arbitrage : Andrew Wilk Juges de lignes : Michael Johnstone Slawomir Szachniewicz |
| 25                | Tirs | 20                          | | Arbitrage : Andrew Wilk Juges de lignes : Michael Johnstone Slawomir Szachniewicz |

| 19 décembre 2015 | Autriche | 1-5 (1-2, 0-2, 1-1) | Kazakhstan | Albert Schultz Eishalle, Vienne 1 350 spectateurs |

| Feuille de match | Feuille de match                                                                      | Feuille de match            | Feuille de match | Feuille de match                                                         |
| ---------------- | ------------------------------------------------------------------------------------- | --------------------------- | --- | ------------------------------------------------------------------------ |
|                  | - Huber (Zwerger, Kirchschlager) — 19 min 40 s - Haudum (Wolf, Wachter) — 48 min 55 s | 0-1 0-2 1-2 1-3 1-4 1-5 2-5 | Grents — 20 s Shtefan — 1 min 32 s - Volkov (Nezmanov, Tolepbergen) — 29 min 38 s (SN) Borovikov (Shtefan) — 36 min 19 s Shtefan (Demianov) — 47 min 58 s (SN) - | Arbitrage : Liam Sewell Juges de lignes : Roman Vyleta Gasper Jaka Zganc |
| Thomas Stroj     | Gardiens                                                                              | Anton Brouiev               | | Arbitrage : Liam Sewell Juges de lignes : Roman Vyleta Gasper Jaka Zganc |
| 6 min            | Pénalités                                                                             | 6 min                       | | Arbitrage : Liam Sewell Juges de lignes : Roman Vyleta Gasper Jaka Zganc |
| 21               | Tirs                                                                                  | 20                          | | Arbitrage : Liam Sewell Juges de lignes : Roman Vyleta Gasper Jaka Zganc |

## Classement final
| Clt   | Équipe         | PJ | V | VP | D | DP | BP | BC | Diff | Pts |
| ----- | -------------- | -- | - | -- | - | -- | -- | -- | ---- | --- |
| +001, | Lettonie       | 5  | 4 | 1  | 0 | 0  | 20 | 7  | +13  | 14  |
| +002, | Autriche       | 5  | 3 | 0  | 2 | 0  | 18 | 18 | 0    | 9   |
| +003, | Kazakhstan (P) | 5  | 2 | 1  | 2 | 0  | 21 | 13 | +8   | 8   |
| +004, | Norvège        | 5  | 1 | 1  | 1 | 2  | 21 | 14 | +7   | 7   |
| +005, | Allemagne (R)  | 5  | 2 | 0  | 2 | 1  | 10 | 14 | -4   | 7   |
| +006, | Italie         | 5  | 0 | 0  | 5 | 0  | 5  | 29 | -24  | 0   |

- Promu en Division Élite en 2017
- Relégué en Division IB en 2017

## Récompenses individuelles
| Rang | Joueur            | Pays       | PJ | B | A | Pts | +/− | Pun |
| ---- | ----------------- | ---------- | -- | - | - | --- | --- | --- |
| 1    | Dominic Zwerger   | Autriche   | 5  | 3 | 4 | 7   | +2  | 2   |
| 2    | Vladimir Volkov   | Kazakhstan | 5  | 2 | 5 | 7   | -1  | 0   |
| 3    | Alikhan Asetov    | Kazakhstan | 5  | 6 | 0 | 6   | +2  | 0   |
| 4    | Florian Baltram   | Autriche   | 5  | 3 | 3 | 6   | +4  | 4   |
| 5    | Dmitri Grents     | Kazakhstan | 5  | 2 | 4 | 6   | +1  | 2   |
| 6    | Anders Gulliksen  | Norvège    | 5  | 1 | 5 | 6   | +4  | 0   |
| 7    | Henrik Knold      | Norvège    | 5  | 5 | 0 | 5   | +5  | 2   |
| 8    | Rodrigo Ābols     | Lettonie   | 5  | 4 | 1 | 5   | +1  | 0   |
| 9    | Fredrik Jørgensen | Norvège    | 5  | 3 | 2 | 5   | +4  | 2   |
| 10   | Frenks Razgals    | Lettonie   | 5  | 2 | 3 | 5   | +5  | 0   |

| Rang | Joueur             | Pays       | Min          | BC | Moy  | %Arr  | Bl |
| ---- | ------------------ | ---------- | ------------ | -- | ---- | ----- | -- |
| 1    | Matīss Kivlenieks  | Lettonie   | 245 min 0 s  | 7  | 1,71 | 94,12 | 0  |
| 2    | Hannes Treibenreif | Italie     | 214 min 2 s  | 14 | 3,92 | 91,30 | 0  |
| 3    | Fredrik Grønstrand | Norvège    | 194 min 24 s | 9  | 2,78 | 89,77 | 0  |
| 4    | Thomas Stroj       | Autriche   | 180 min 0 s  | 9  | 3,00 | 89,41 | 0  |
| 5    | Anton Brouiev      | Kazakhstan | 303 min 56 s | 13 | 2,57 | 88,79 | 1  |

Nota : seuls sont classés les gardiens ayant joué au minimum 40 % du temps de jeu de leur équipe.